# نووکولوو
نووکولوو (انگلیسی: Novokulevo) یک شهرک در شهرستان نوریمانوفسکی استان باشقیرستان کشور روسیه است.